# Batalla d'Heraclea
La batalla de Heraclea va tenir lloc al 280 aC entre els romans sota el comandament del cònsol Publi Valeri Leví i les forces combinades de grecs de l'Epir, Tàrent, Túrios, Metapont, i Heraclea sota el comandament del rei Pirros de l'Epir.

## Antecedents
Tàrent va ser un colònia grega que va formar part de la Magna Grècia. Els membres de la facció principal a Tàrent, els demòcrates, en Philocharis o Ainesias, estaven en contra de Roma, perquè sabien que si els romans entraven a Tàrent els grecs perdrien la seva independència. Els grecs a Tàrent havia crescut a part de l'expansió romana després de la Tercera Guerra Samnita. Després del lliurament dels samnites el 290 aC, els romans van fundar nombroses colònies a la Pulla i Lucània, la més important de les quals va ser Venusia.
El 282 aC, després d'una batalla contra els samnites, els lucans, els brutti i Túrios, les tropes romanes van entrar a les colònies italianes de Croton, de Locres, i de Reggio. Els demòcrates de Tàrent sabien que tan aviat com Roma finalitzes la seva guerra contra els gals, els lucans, els etruscs, els samnites, i els bruttis, que entraria a Tàrent. Un altre esdeveniment que es referia als tarentins va ser que la facció aristocràtica de Turis que havia pres el poder havia convidat a una guarnició romana a la ciutat, Turis que havien estat els referents de totes les colònies gregues, estaven profundament preocupats per aquest fet.
La segona facció a Tàrent van ser els aristòcrates, encapçalats per Agis, que no s'oposava al lliurament a Roma, ja que conduiria a la devolució de la facció aristocràtica al poder. Els aristòcrates, però, no va poder lliurar directament i ser impopular entre la població. A la tardor de 282 aC, Tàrent va celebrar la seva festa de Dionís, mentre que en el seu teatre davant del mar, van veure deu vaixells romans, amb els soldats i subministraments per a la guarnició romana de Turis, entrant el Golf de Tàrent. tarentinos estaven enfadats, perquè els romans havien signat un acord de no navegar en el Golf de Tàrent, i van preparar la seva armada per a atacar els vaixells romans. Alguns dels vaixells van ser enfonsats, i un va ser capturat.
El tarentins sabien que tenien poques possibilitats de victòria contra Roma i van decidir demanar ajuda a Pirros, rei de l'Epir. L'exèrcit i la flota de Tàrent es va traslladar a Túrios i va ajudar els demòcrates que l'exili dels aristòcrates. La guarnició romana situada a Túrios es retira.
Els romans van enviar una missió diplomàtica per resoldre l'assumpte i recuperar als presoners, però les negociacions van acabar abruptament, de manera que Roma va declarar la guerra a Tàrent. El 281 aC, les legions romans, sota el comandament de Luci Emili Barbula van entrar a Tàrent i la saquejaren Tàrent després de perdre una batalla contra els romans. Després de la batalla els grecs van enviar a Agis a signar una treva i entaular negociacions diplomàtiques. Aquestes converses van ser interrompudes quan 3.000 soldats de l'Epir sota el comandament de Miló va entrar a la ciutat. El cònsol romà es va retirar patint pèrdues pels atacs dels vaixells grecs.
Pirros va decidir ajudar a Tàrent, perquè estava en deute amb ells - ja que anteriorment l'havia ajudat a conquerir l'illa de Corcira. També sabia que podia comptar amb l'ajuda dels samnites, lucans, bruttis, i algunes tribus d'Il·líria. Tenia previst per ajudar a Tàrent, i després anar a Sicília i atacar Cartago. Després de guanyar una guerra contra Cartago i la captura del sud d'Itàlia, tindria diners suficients per organitzar un exèrcit i conquerir Macedònia.

## Preparació

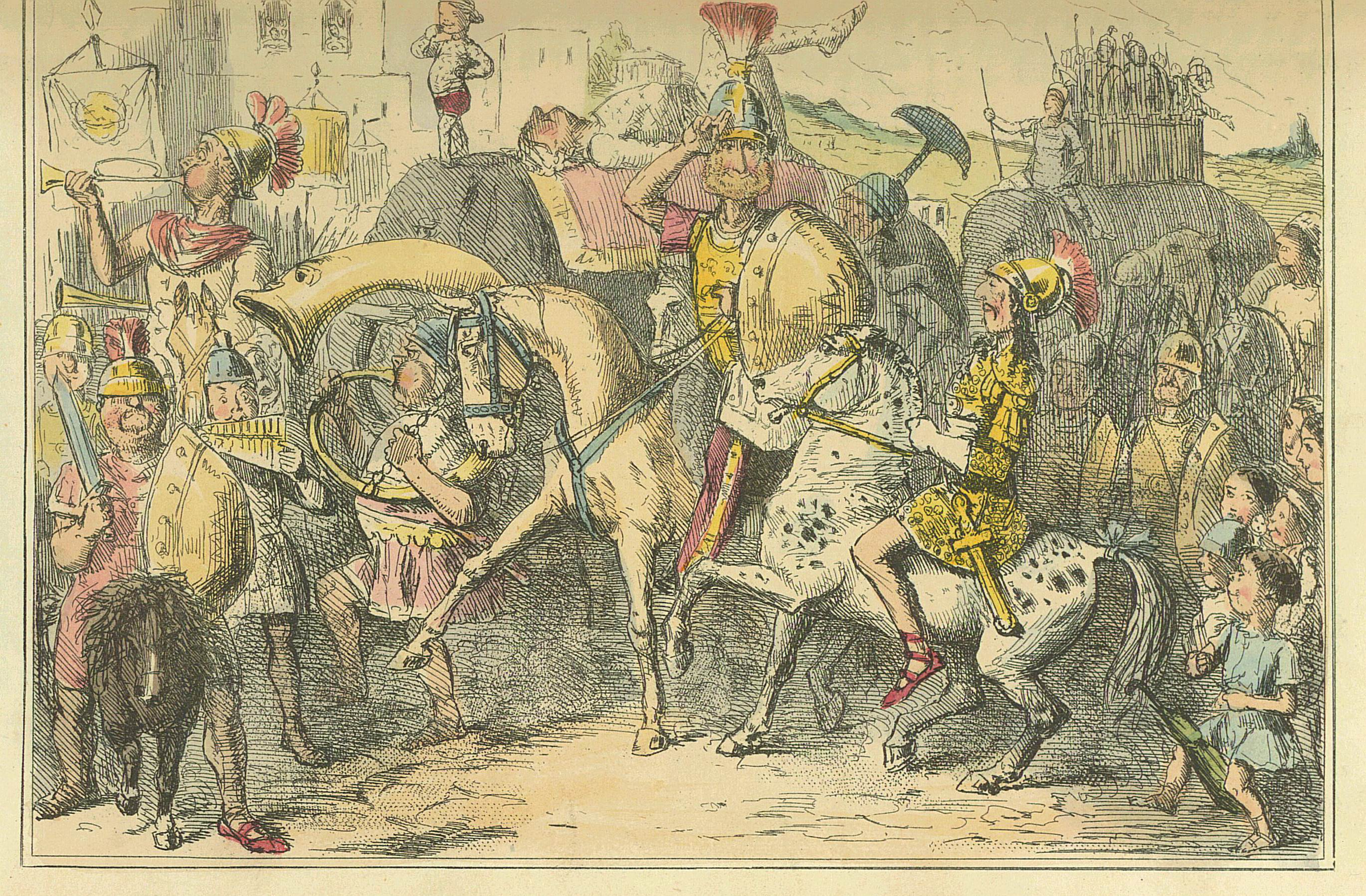
Pirros arriba a Itàlia amb el seu exèrcit.

Abans de sortir de l'Epir, Pirros va formar una aliança amb el pretendent al tron de Macedònia, Ptolemeu Ceraune al qual li demana tropes i diners. El seu amic i aliat de Ptolemeu II Filadelf, rei d'Egipte, també es va comprometre a enviar 9.000 soldats i 50 elefants de guerra. També va reclutar els genets de Tessàlia i arquers de  Rodes - ja que els seus governants volien evitar una guerra amb Epir. A la primavera del 280 aC Pirros arribà a les costes d'Itàlia.
Després de saber de l'arribada de Pirros a Itàlia, els romans van mobilitzar vuit legions, un total de 80.000 soldats. Es van dividir en quatre legions: 
- Un exèrcit sota el comandament de Barbula, amb ordres per distreure els samnites i lucans perquè no poguessin unir-se a l'exèrcit de Pirros. Se'ls envià a Venusia.
- Un segon exèrcit es va deixar enrere per garantir la seguretat de Roma.
- Un tercer exèrcit sota el comandament del cònsol Tiberi Coruncani va marxar contra els etruscs, per evitar una aliança entre ells i Pirros.
- Un quart exèrcit sota el comandament de Publi Valeri Leví anar a Tàrent, també saquejaren Lucània.

Publi Leví es va traslladar cap a Heraclea, una ciutat fundada pels tarentins, amb la intenció de tallar les comunicacions entre Pirros i les colònies gregues de la Calàbria, evitant així el seu aixecament contra Roma.

## Disposició de tropes
La font habitual per als detalls dels efectius en les batalles de la República Romana és l'escriptor Titus Livi, però malauradament la seva bibliografia és incompleta sobre aquest període. Si no hi ha detalls a altres autors antics, la quantitat de soldats grecs esmentats més avall provenen de Plutarc i la quantitat de tropes romans es basen en estimacions modernes probables, però no precises de les forces romans i els seus aliats.

### Forces romanes
Comandant: Publi Valeri Leví
- 16.800 legionaris romans repartits en quatre legions.
- 20.000 soldats auxiliars repartits entre les quatre legions.
- 1.200 soldats de cavalleria romana.
- Cavalleria aliada formada per uns quants milers de soldats.

Alguns d'aquests soldats probablement van muntar guàrdia
al campament, per tant no van participar en la batalla.

### Forces de l'Epir
Comandant : Pirros de l'Epir
- 20.000 soldats d'infanteria.
- 3.000 de cavalleria, inclosa la cavalleria de Tessàlia.
- 3.000 hispapistes comandats per Miló.
- 2.000 arquers
- 500 foners de  Rodes.
- Hoplites i cavalleria de Tàrent.
- 20 elefants de guerra.[4]

## Desenvolupament tàctic
Pirros no va decidir immediatament marxar sobre Roma perquè volia obtenir, prèviament, el suport dels seus aliats de la Magna Grècia, per la qual cosa va enrolar sense miraments efectius tarentins. Durant aquest temps, el cònsol Publi Valeri Leví assolava Lucana per impedir als lucans i els brucis unir-se a Pirros.
Comprenent que els reforços lucans i brucis no arribarien, Pirros va decidir atacar els romans en una plana propera al riu Sinni, situat entre les ciutats de Heracleia i de Pandosia. En aquest lloc va prendre posició i va decidir esperar als romans, confiant que la dificultat dels romans per travessar el riu li donaria temps per esperar els seus aliats. Abans d'entaular el combat, Pirros va enviar els seus diplomàtics al cònsol romà Lavínium, per tal de proposar el seu arbitratge en el conflicte entre Roma i les poblacions del sud d'Itàlia, a més va prometre que els seus aliats respectarien la seva decisió, si els romans acceptaven prendre'l com a àrbitre.

Primera fase de la batalla.

Segona fase de la batalla.

Els romans van rebutjar la proposició feta per Pirros i instal·lar el seu campament a la plana situada a la riba nord del riu Sinni. Publi Valeri Leví disposava d'entre 30 i 35.000 soldats sota el seu comandament, entre els quals hi havia una gran quantitat de genets. El nombre de tropes que va deixar Pirros a Tàrent no es coneix, però es considera que hi havia entre 25.000 i 30.000 soldats amb ell a Heracleia, pel que tenia menys efectius que els romans. Pirros va prendre posició sobre la riba sud del riu Sinni.
Dionís d'Halicarnàs en la seva Història antiga de Roma, (llibre XIX, 12) i Plutarc, que s'inspira en l'obra de Dionís en la seva Vida de Pirros (XVI i XVII), són els que donaran detalls de com va esdevenir la batalla. Ens basem, ja que en aquests textos.
A l'alba, els romans van començar a travessar el riu Sinni, i la cavalleria romana va començar a atacar els flancs dels exploradors grecs i la infanteria lleugera, que van ser forçats a fugir.
Tan aviat com Pirros va saber que els romans començaven a travessar el riu, va ordenar a la cavalleria macedònica i tessàlia atacar la cavalleria romana. La seva infanteria, composta de peltastes, arquers i infanteria pesant, va començar a posar-se en marxa. La cavalleria de l'avantguarda grega va aconseguir desorganitzar les tropes romanes i provocar la seva retirada.
Durant l'enfrontament Oblac Volsini, cap d'un destacament auxiliar de la cavalleria romana, va reparar en Pirros gràcies al fet que el general epirota portava un equipament i armes propis d'un rei. Oblac el va seguir en els seus desplaçaments i al final, el soldat romà va aconseguir ferir i descavalcar Pirros, però poc després va ser mort a mans de la guàrdia personal de Pirros. El comandant hel·lè. per evitar constituir un blanc massa exposat, li va confiar les seves armes a Megacles, un dels seus oficials.
Les falanges van atacar diverses vegades, disposats atacs eren seguits per contra-ofensives romanes. Les tropes gregues, encara que van aconseguir trencar les primeres línies romans, no podien combatre contra elles sense trencar la seva formació, ja que haurien exposat a una contra-ofensiva romana perillosa.
Durant aquests combats sense clar vencedor, Megacles, a qui els romans prenen per Pirros, va resultar mort i en el camp de batalla es va difondre la notícia que el rei havia mort, el que va portar la desmoralització del bàndol grec i va elevar la moral romana; Pirros va haver de recórrer les files gregues a cara descoberta per convèncer els seus homes que encara seguia viu. Aleshores va decidir enviar els seus elefants de guerra a la batalla. Els romans es van espantar en veure els elefants i va estendre el pànic entre els cavalls de la seva cavalleria, i no podrà continuar l'atac.
 La cavalleria epirota va atacar en aquell moment els flancs de la infanteria romana.
La infanteria romana va fugir permetent als grecs apoderar-se del campament romà. En les batalles antigues, l'abandonament del campament per l'adversari significava una derrota total. Podem doncs suposar que els romans van abandonar-ho tot: material, animals de càrrega, vitualles, equipatge individual. Els legionaris supervivents van fugir a Venusia, probablement perdent tot el seu equip. Plutarc dona el nombre de baixes de la batalla citant dues fonts força divergents:
- Segons l'historiador grec Jerònim de Càrdia, l'exèrcit romà va perdre prop de 7.000 soldats, mentre que Pirros va perdre'n 4.000.
- Segons Dionís d'Halicarnàs, les pèrdues van ser molt elevades: prop de 15.000 morts romans, i 13.000 de Pirros.

S'afegeix a aquesta quantitat 1.800 romans empresonats, segons Eutropi. Un historiador tardà Pau Oros (380-418) dona un balanç de pèrdues romanes amb una precisió sorprenent: 14.880 morts i 1.310 presos per part dels soldats d'infanteria, 246 genets morts i 502 presos, així com 22 estendards perduts. Els nombres de Pau Oros redueixen els de Dionís i d'Eutropi, el que no les fa forçosament més fiables. Pirros va proposar als presos romans unir-se al seu exèrcit, com es feia a l'Orient amb els contingents mercenaris, però aquests es van negar.

## Conseqüències
Després de la batalla dels reforços al sud d'Itàlia es va unir a Pirros. Els grecs de Rhegio que volia reunir-se amb ell van ser massacrats pels soldats romans sota el comandament de Deci Vibelius, que va ser proclamat com a governant de la ciutat. Pirros va començar a marxar a Etrúria, va capturar moltes ciutats petites de Campània, i les seves forces van saquejar Lacio. La seva marxa va ser detinguda a Anagni, dos dies després d'haver partit es va trobar amb un altre exèrcit romà sota el comandament de Tiberi Coruncani. Pirros tenia por de no poder vèncer en no tenir suficients soldats i sabia que Leví i Barbula probablement l'estiguessin seguint, d'aquesta manera Pirros va decidir retirar-se.